# Монтпілієр
Монтпілієр (англ. Montpelier) — місто (англ. city) в США, в окрузі Вашингтон штату Вермонт. Столиця штату. Населення — 8074 особи (2020). Найменша столиця штату у США, у 2012 році кількість населення міста становила 7 787 мешканців. Місто засновано в 1781 році і названо на честь французького міста Монпельє.

## Історія
Рішення про заснування міста було прийнято Генеральною Асамблеєю Вермонта 14 серпня 1781 року. Територія призначалася, як подарунок для переселенців із штату Массачусетс. Першими поселенцями Монтпілієри були генерал Парлі Девіс (англ. General Parley Davis) та полковник Джейкоб Девіс (англ. Colonel Jacob Davis), які прибули із штату Массачусетс у травні 1787 року. У травні 1788 полковник Девіс будує зруб, де наступної зими оселяється вся його родина. Назва міста була обрана полковником Девісом і ймовірно має стосунок до французького міста Монпельє (фр. Montpellier). На момент, коли поселення отримало офіційний статус міста, там проживало близько 113 людей. У 1805 році населення міста сягає 1200 людей. У цьому ж році Монтпілієр було обрано місцем розташування для Капітолія штату Вермонт. Місцеві жителі виділили землю й проспонсорували зведення першого дерев'яного капітолія.

## Географія
Річка Вінускі (англ. Winooski) тече на захід уздовж південного краю міста та підживлюється багатьма дрібнішими притоками. Монпельє підлягає періодичному затопленню. Дві найбільші повені відбулися у 1927 і 1992 роках.
Монтпілієр розташований за координатами 44°15′59″ пн. ш. 72°34′17″ зх. д. / 44.26639° пн. ш. 72.57139° зх. д. (44.266448, -72.571524). За даними Бюро перепису населення США в 2010 році місто мало площу 26,54 км², з яких 26,04 км² — суходіл та 0,50 км² — водойми.

### Клімат
| Клімат : Монтпілієр                                      | Клімат : Монтпілієр | Клімат : Монтпілієр | Клімат : Монтпілієр | Клімат : Монтпілієр | Клімат : Монтпілієр | Клімат : Монтпілієр | Клімат : Монтпілієр | Клімат : Монтпілієр | Клімат : Монтпілієр | Клімат : Монтпілієр | Клімат : Монтпілієр | Клімат : Монтпілієр | Клімат : Монтпілієр |
| Показник                                                 | Січ.                | Лют.                | Бер.                | Квіт.               | Трав.               | Черв.               | Лип.                | Серп.               | Вер.                | Жовт.               | Лист.               | Груд.               | Рік                 |
| Абсолютний максимум, °C                                  | 18,9                | 16,1                | 27,8                | 32,2                | 32,2                | 35,0                | 36,1                | 36,1                | 33,3                | 28,9                | 24,4                | 19,4                | 36,1                |
| Середній максимум, °C                                    | −3,1                | −0,9                | 3,9                 | 11,8                | 18,7                | 23,5                | 25,8                | 24,8                | 20,4                | 13,3                | 6,6                 | −0,2                | 12,1                |
| Середній мінімум, °C                                     | −13,9               | −12,5               | −7,3                | −0,3                | 5,5                 | 10,7                | 13,2                | 12,1                | 7,8                 | 1,8                 | −2,8                | −9,8                | 0,4                 |
| Абсолютний мінімум, °C                                   | −36,7               | −33,9               | −27,8               | −16,7               | −6,7                | −1,7                | 1,7                 | −0,6                | −6,7                | −10                 | −21,7               | −32,8               | −36,7               |
| Норма опадів, мм                                         | 62                  | 52                  | 61                  | 68                  | 86                  | 97                  | 104                 | 102                 | 79                  | 87                  | 81                  | 70                  | 949                 |
| Днів з опадами                                           | 13,0                | 11,2                | 11,3                | 12,6                | 12,9                | 12,4                | 12,4                | 11,7                | 10,4                | 12,3                | 14,0                | 14,4                | 148,6               |
| Днів зі снігом                                           | 12,0                | 9,1                 | 7,5                 | 3,3                 | 0,0                 | 0,0                 | 0,0                 | 0,0                 | 0,0                 | 0,9                 | 5,7                 | 11,7                | 50,2                |
| -------------------------------------------------------- | ------------------- | ------------------- | ------------------- | ------------------- | ------------------- | ------------------- | ------------------- | ------------------- | ------------------- | ------------------- | ------------------- | ------------------- | ------------------- |
| Джерело: NOAA (normals 1981–2010, extremes 1948–present) |                     |                     |                     |                     |                     |                     |                     |                     |                     |                     |                     |                     |                     |

## Демографія
Монпельє (штат Вермонт) вважається найменшою столицею серед штатів в США.
Згідно з переписом 2010 року, у місті мешкало 7855 осіб у 3786 домогосподарствах у складі 1868 родин. Густота населення становила 296 осіб/км². Було 4034 помешкання (152/км²).
Расовий склад населення:
| - 93,7 % — білих - 2,2 % — азіатів - 1,0 % — чорних або афроамериканців - 0,3 % — корінних американців |

До двох чи більше рас належало 2,3 %. Частка іспаномовних становила 2,1 % від усіх жителів.
За віковим діапазоном населення розподілялося таким чином: 18,8 % — особи молодші 18 років, 65,9 % — особи у віці 18—64 років, 15,3 % — особи у віці 65 років та старші. Медіана віку мешканця становила 43,3 року. На 100 осіб жіночої статі у місті припадало 86,2 чоловіків; на 100 жінок у віці від 18 років та старших — 83,0 чоловіків також старших 18 років.
Середній дохід на одне домашнє господарство становив 72 017 доларів США (медіана — 61 588), а середній дохід на одну сім'ю — 90 545 доларів (медіана — 76 558). Медіана доходів становила 52 500 доларів для чоловіків та 44 473 долари для жінок. За межею бідності перебувало 11,1 % осіб, у тому числі 15,0 % дітей у віці до 18 років та 4,6 % осіб у віці 65 років та старших.
Цивільне працевлаштоване населення становило 3999 осіб. Основні галузі зайнятості: освіта, охорона здоров'я та соціальна допомога — 35,1 %, науковці, спеціалісти, менеджери — 11,9 %, публічна адміністрація — 11,8 %.

## Економіка і транспорт
Найближчий пасажирський аеропорт знаходиться в місті Берлінгтон.

## Галерея

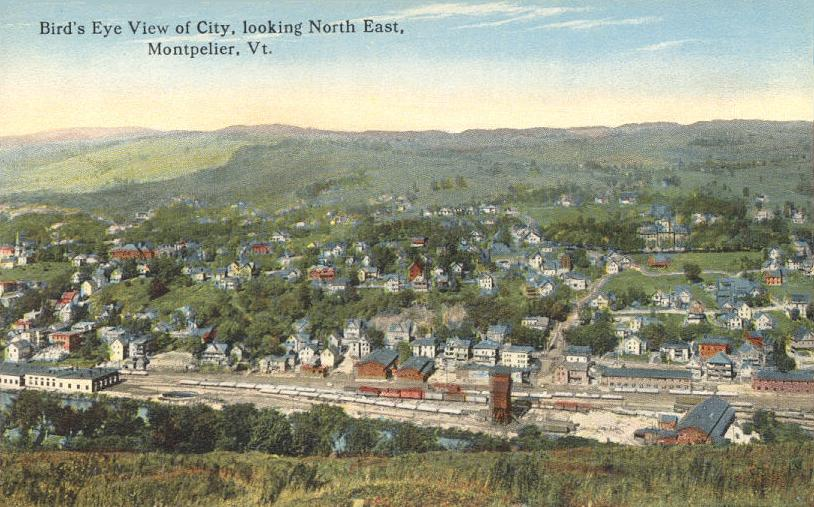
Монтпілієр, 1912
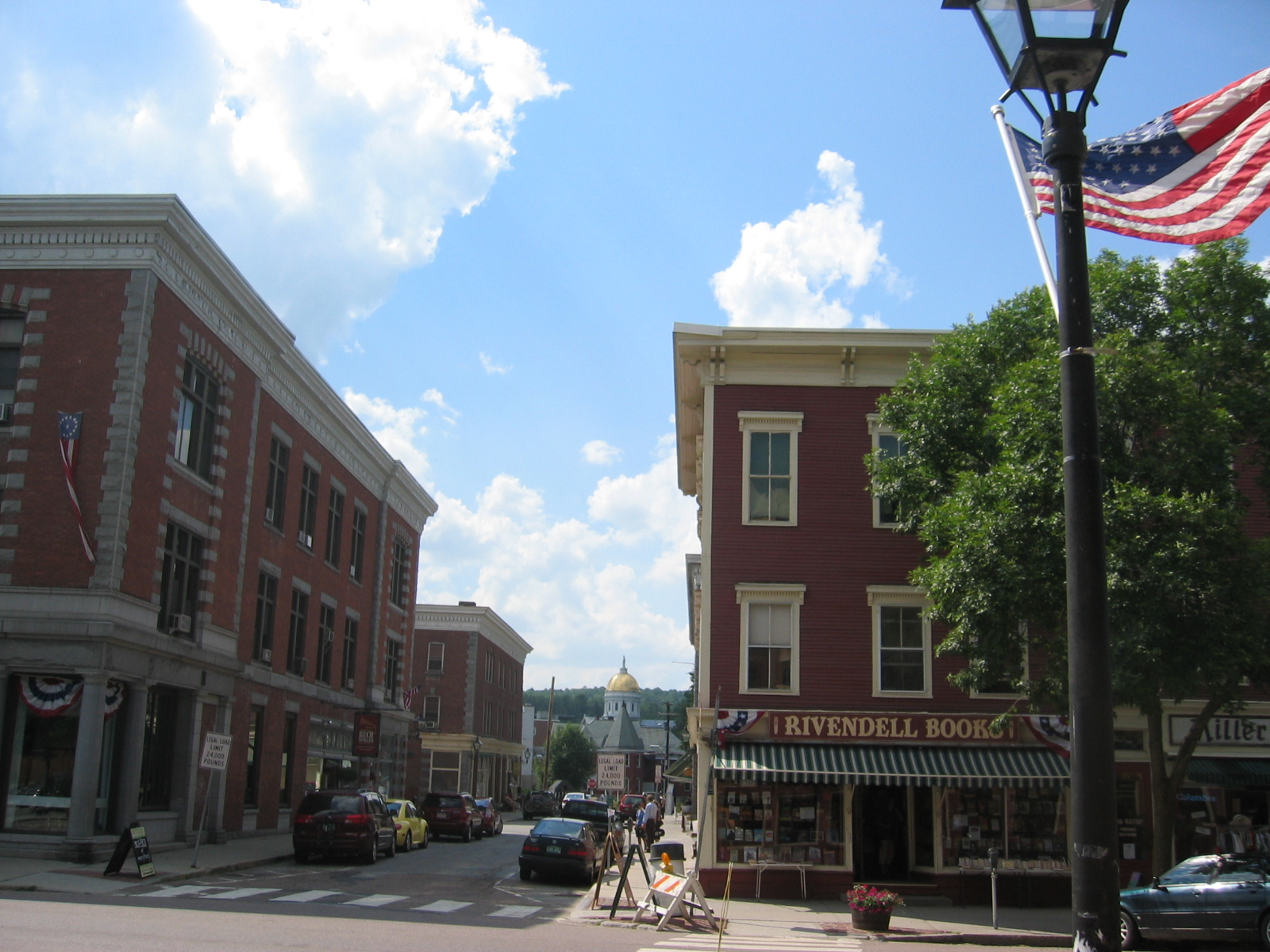
Діловий квартал столиці
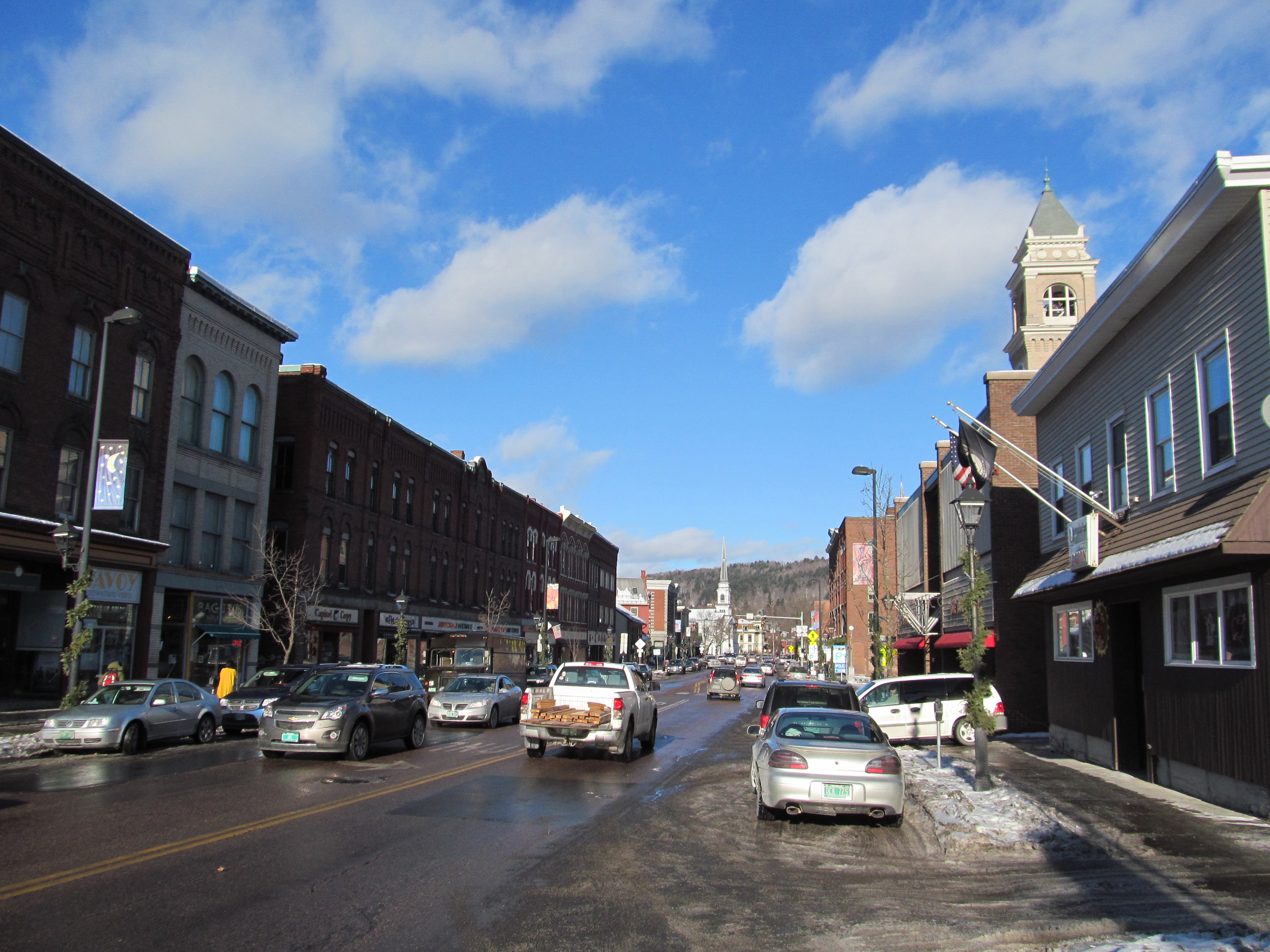
Головна вулиця міста
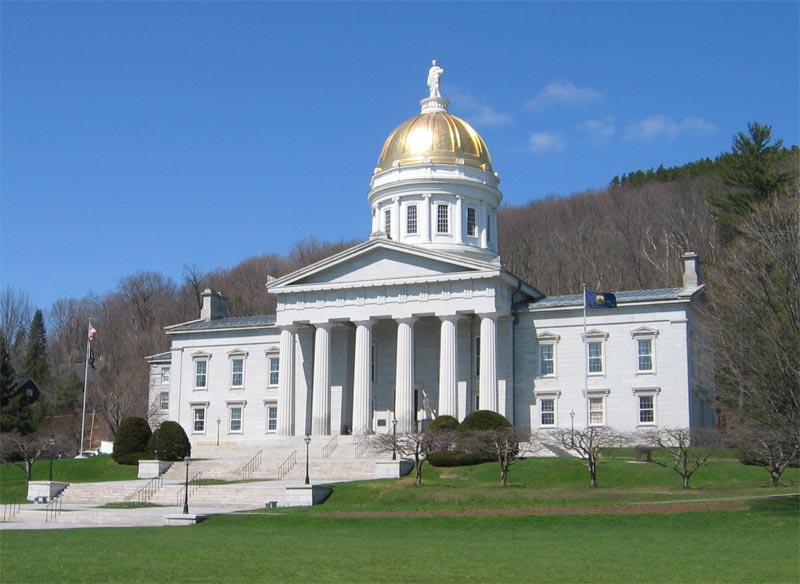
Капітолій штату Вермонт
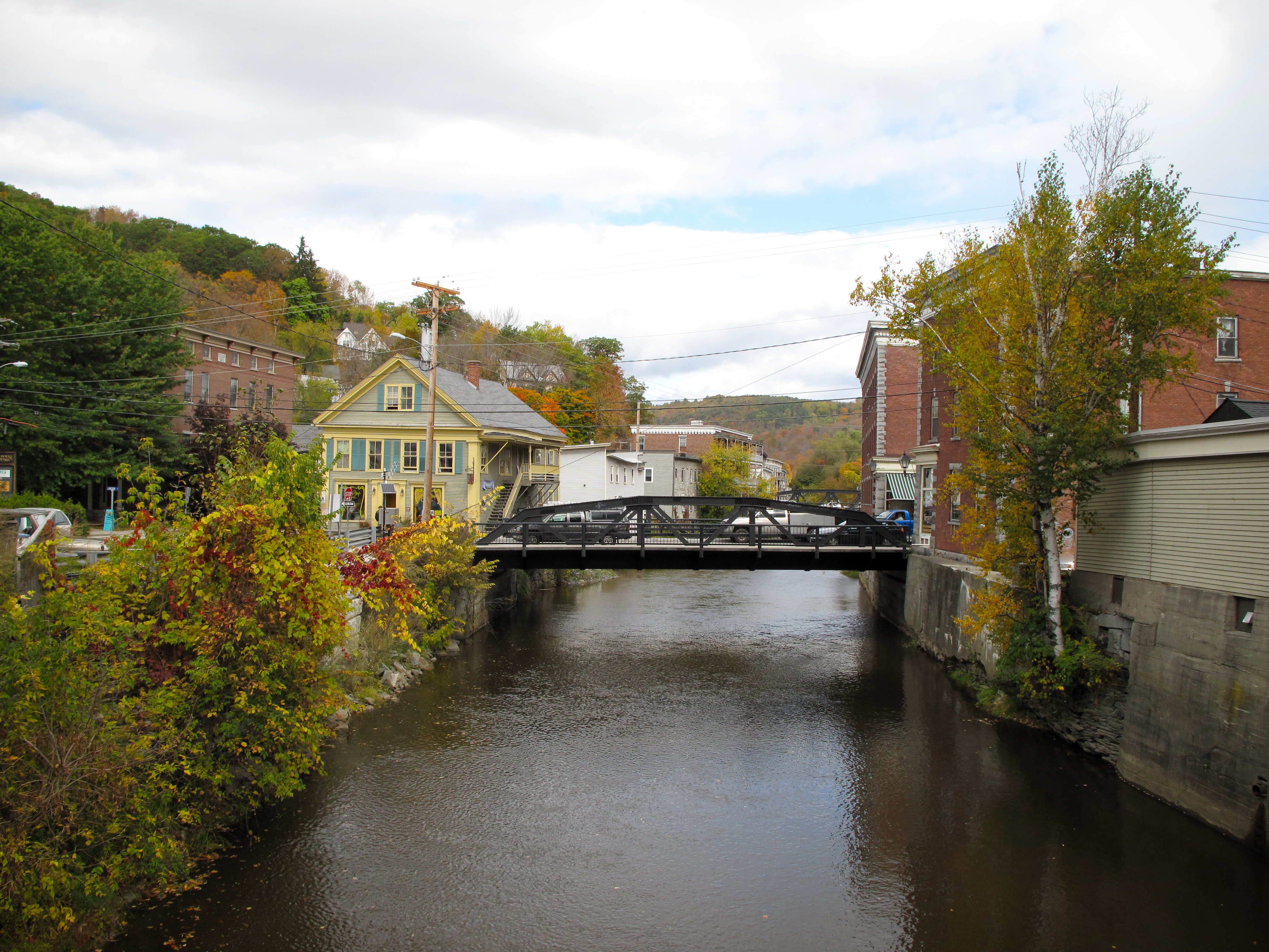
Набережна річки